# Bobaskowo
Bobaskowo (fr. Baby Folies) – francuski serial animowany z 1993 roku. W Polsce emitowany na kanale TVP Regionalna (pasmo wspólne) oraz w TVP Polonia w latach 90 z polskim dubbingiem.

## Fabuła
Bobaskowo jest tajemniczym miasteczkiem wśród chmur, gdzie żyją same bobasy. Dni mijają tutaj na zabawie i radosnych grach.

## Lista odcinków
- 01. Tétine de la fortune
- 02. Scrutin pour un galopin
- 03. Nounours connection
- 04. Concerto pour un canard
- 05. Bobas Zygmunt jest geniuszem (Bébé Sigmund est un genie)
- 06. Love stories à Baby City
- 07. De l'eau dans le lolo
- 08. L'émeute de Noël
- 09. Bébé Albert et Mister Lolo
- 10. Bobas Diogenes przybywa do miasta (Le retour de bébé Diogène)
- 11. Le mondial de Baby City
- 12. Le Bébé crooner show
- 13. Mystère Mystère et boule de Noël
- 14. Opération pâté de nuage
- 15. Bébé Boggy blues
- 16. La malédiction du démon vert
- 17. Vive le sport
- 18. Ouragan sur Super Biberon
- 19. L'enfance de l'art
- 20. Air Biberon
- 21. Baby Air Force
- 22. Trop poli pour être Papone
- 23. Promotion sur les bébés
- 24. Tétine en orbite
- 25. Un nounours dans le tiroir
- 26. Uppercut premier âge
- 27. La nuit des bébés d'or
- 28. Les bébés s'en vont en guerre
- 29. Super héros à la pelle
- 30. Réquisitions en chaîne
- 31. Bébé Narque va trop loin
- 32. La grande parade
- 33. Coup de tête pour Hyper Baby
- 34. Dow Jones Junio à la baisse
- 35. Brelan de galopins
- 36. Règlement de comptes à Hochet Baby
- 37. Bébé Emile met dans le mille
- 38. 100.000 tétines au soleil
- 39. Aux urnes les bébés
- 40. Le grand rallye de Baby City
- 41. Nounours Kong
- 42. La fièvre monte à Baby City
- 43. Bébés volants non identifiés
- 44. Bébé Jedi et Arrheu D2
- 45. Baby Lauren, star dans le vent
- 46. Dure, dure, la vie de star
- 47. Lolautoroute à péage
- 48. Les grands travaux
- 49. Toujours prêt mon bébé
- 50. Couches dirigeantes dans la tourmente
- 51. La médaille
- 52. Le procès de Srogneugneu

Źródło:

## Wersja polska
Opracowanie wersji polskiej: EUROCOM

Reżyseria: Ewa Kania

Dialogi: Stanisława Dziedziczak

Dźwięk i montaż:
- Jacek Kacperek (odc. 1-2),
- Jacek Osławski (odc. 3),
- Maciej Kręciejewski (odc. 4)

Kierownictwo produkcji: Marzena Wiśniewska

Udział wzięli:
- Joanna Wizmur
- January Brunov
- Jerzy Dominik
- Marek Frąckowiak
- Artur Kaczmarski
- Tomasz Kozłowicz
- Ryszard Nawrocki
- Tomasz Stockinger
- Marcin Kudełka
- Lucyna Malec

Piosenki z tekstem: Marka Robaczewskiego śpiewały: Joanna Wizmur i Monika Wierzbicka

Kierownictwo muzyczne: Marek Klimczuk
Czytał: Zdzisław Szczotkowski

### VHS
Serial został wydany na VHS z polskim dubbingiem w latach 90.
- Dystrybucja: EUROCOM[3]